# Poecilonola seminigra
Poecilonola seminigra är en fjärilsart som beskrevs av George Francis Hampson 1896. Poecilonola seminigra ingår i släktet Poecilonola och familjen trågspinnare. Inga underarter finns listade i Catalogue of Life.